# Croton tamberlikii
Croton tamberlikii är en törelväxtart som beskrevs av Johannes Müller Argoviensis. Croton tamberlikii ingår i släktet Croton och familjen törelväxter. Inga underarter finns listade i Catalogue of Life.